# Німіджа-де-Сус
Німіджа-де-Сус (рум. Nimigea de Sus) — село у повіті Бистриця-Несеуд в Румунії. Входить до складу комуни Німіджа.
Село розташоване на відстані 344 км на північний захід від Бухареста, 20 км на північний захід від Бистриці, 78 км на північний схід від Клуж-Напоки.

## Населення
За даними перепису населення 2002 року у селі проживали 625 осіб, усі — румуни. Усі жителі села рідною мовою назвали румунську.